# Valiantsina Vaitulevitj
Valiantsina Vaitulevitj (født Kumpel; den 11. november 1989 i Grodno, Hviderusland) er en kvindelig hviderussisk håndboldspiller som spiller for russiske Lada Togliatti i den Russiske Superliga og Hvideruslands kvindehåndboldlandshold.
Hun vandt det hviderussiske mesterskab i 2021 med BNTU Minsk, efter to sæsoner med sølvmedaljer. Hun spillede desuden for ungarske Siófok KC, i 2014 til 2015, under den danske cheftræner Christian Dalmoses ledelse.